# Compress
Le logiciel compress est un utilitaire de compression de données sans perte, disponible sur les systèmes UNIX et GNU/Linux. Il est basé sur l'algorithme Lempel-Ziv-Welch. Les noms des fichiers générés par cet utilitaire se terminent souvent par ".Z" (en majuscule). Ce format, associé avec tar, fut un standard dont l'extension est ".tar.Z" sous un système UNIX ou ".TAZ" sous DOS.
L'algorithme de compression implémenté dans le logiciel compress était couvert par un brevet d'Unisys. Richard Stallman souhaitait prémunir la communauté du logiciel libre des risques inhérents à la brevetabilité du logiciel, et le remplacement de cet utilitaire par une solution non brevetée devint en 1992 l'une des tâches prioritaires du projet GNU. Quelques distributions décidèrent de ne plus le livrer de base. L'algorithme de compression proposé par Jean-Loup Gailly fut finalement retenu, ce qui permit la réalisation de Gzip.
L'algorithme du logiciel compress fut l'un des plus efficaces sur le plan du temps d'exécution et du taux de compression pour la quantité de code nécessaire à son implémentation. Il a été supplanté en ce qui concerne le taux de compression.